# Олень (річка)
Олень (рос. Олень) — річка у центрі Європейської частини Росії, протікає територією Тульської області, ліва притока річки Шивронь, притоки річки Упа. Належить до водного басейну річки Оки → Волги → Каспійського моря.

## Гідронім
Назва річки походить з тюркських мов, як і річки Шивронь, в яку вона впадає.

## Географія
Річка Олень бере свій початок біля села Олень, і далі протікає по території Тульської області. 
Гирло річки знаходиться на лівому березі річки Шиворонь, притоки річки Упа. 
Загальна довжина річки Олень становить 22 кілометри. Площа її водозбірного басейну дорівнює 132 км².  
Річка Олень невелика, неглибока. Береги пологі, нерівні. Правий берег вище лівого. 
Уздовж усього річкового русла ростуть листяні та хвойні дерева, що змінюються чагарником.
У річці водиться: карась, плотва, омуль. 
Живлення річки переважно снігове. 

## Притоки
Річка Батурка.